# Кшешна
Кшешна (пол. Krzeszna) — село в Польщі, у гміні Стенжиця Картузького повіту Поморського воєводства.
Населення — 98 осіб (2011).

## Демографія
Демографічна структура станом на 31 березня 2011 року:
|          | Загалом | Допрацездатний вік | Працездатний вік | Постпрацездатний вік |
| -------- | ------- | ------------------ | ---------------- | -------------------- |
| Чоловіки | 50      | 12                 | 32               | 6                    |
| Жінки    | 48      | 14                 | 26               | 8                    |
| Разом    | 98      | 26                 | 58               | 14                   |